# Валдай (дискуссионный клуб)
Междунаро́дный дискуссио́нный клуб «Валда́й» (англ. Valdai Discussion Club) — экспертно-аналитический центр. Основан в 2004 году. Своим названием Клуб обязан месту проведения первой конференции, которая состоялась в Великом Новгороде, недалеко от озера Валдай.
С 2014 года Клуб перешёл от формата «рассказа миру о России» к практически ориентированной работе по формированию глобальной интеллектуальной повестки и оценке мировых политических и социально-экономических проблем.
Ежегодно Клуб проводит региональные конференции: Азиатскую, Ближневосточную, Европейскую, Центральноазиатскую. Специальные сессии Клуба проходят в рамках Петербургского международного экономического форума, Восточного экономического форума и Недели российского бизнеса РСПП Архивная копия от 14 марта 2022 на Wayback Machine. Клуб известен проведением двухсторонних экспертных диалогов, включая российско-вьетнамский, российско-иранский, российско-казахстанский, российско-китайский. Эксперты Клуба принимали участие в саммитах «Интеллектуальной двадцатки» и других мероприятиях под эгидой T20.
За годы существования Клуба в его работе приняли участие более 1000 представителей международного научного сообщества из 85 стран мира. В их число входят профессора крупнейших мировых «фабрик мысли» и университетов — Гарвардского, Колумбийского, Джорджтаунского, Стэнфордского, Карлтонского, Лондонского, Каирского, Тегеранского, Восточнокитайского, Токийского, Тель-Авивского, Мессинского, а также Университета имени Джонса Хопкинса, Лондонской школы экономики, Королевского колледжа Лондона, Сьянс По и Сорбонны. С участниками заседаний Клуба с момента его основания традиционно встречается Президент России Владимир Путин.

## Фонд клуба «Валдай»
Деятельность Клуба выстраивается вокруг зарегистрированной в 2011 году НКО «Фонд развития и поддержки Международного дискуссионного клуба „Валдай“» (Фонд клуба «Валдай»).
Декларируемая основателями цель Фонда — расширение деятельности Клуба и организация новых направлений его работы, научно-исследовательской и информационно-просветительской деятельности, региональных и тематических программ.
Учредителями Фонда являются: Совет по внешней и оборонной политике (СВОП), Некоммерческое партнёрство «Российский совет по международным делам», Московский государственный институт международных отношений (Университет) МИД России, Национальный исследовательский университет «Высшая школа экономики». Органом управления деятельностью Фонда является Совет Фонда.

## Санкции
22 сентября 2023 года, на фоне вторжения России на Украину, «Валдай» включён в санкционный список Канады, касающийся организаций, причастных к депортации украинских детей в Россию, а также за создание и распространение дезинформации и пропаганды. Также в санкционный список был внесён исполнительный директор клуба «Валдай» Надежда Лаврентьева как «соратник российского режима» за «создание и распространение дезинформации и пропаганды, финансируемой Кремлем».

## Хронология ежегодных заседаний клуба
2004
Первое заседание Клуба состоялось в Великом Новгороде, рядом с озером Валдай. Было решено проводить заседания ежегодно.
Тема: «Россия на рубеже веков: надежды и реалии».

2005
Второе заседание Клуба, вместо привычных конференц-залов, проходило на теплоходе, по пути из Москвы в Тверь и обратно.
Место проведения: Москва — Тверь — Москва
Тема: «Россия — политический калейдоскоп».

2006
Третье заседание.
Место проведения: Москва, Ханты-Мансийск
Тема: «Глобальная энергетика XXI века: роль и место России».

2007
На рассмотрение четвёртого заседания были вынесены вопросы многоконфессиональности и многонациональности России, а также проблематика предстоящих выборов.
Место проведения: Казань
Тема: «Россия на перекрёстке: выбор пути и поиск идентичности».

2008
На пятом заседании эксперты обсудили ситуацию вокруг Южной Осетии и на Кавказе.
Место проведения: Ростов-на-Дону
Тема: «Мировая геополитическая революция начала XXI века: роль России».

2009
Шестое заседание началось в Якутске, продолжился форум в Москве, где участники встретились с руководством страны. Валдайские эксперты также приняли участие в международной конференции «Современное государство и глобальная безопасность» в Ярославле.
Место проведения: Якутск, Москва
Тема: «Россия — Запад: назад в будущее».

2010
Седьмое заседание клуба.
Место проведения: Санкт-Петербург
Тема: «Россия: история и перспективы развития».

2011
Восьмое ежегодное заседание.
Место проведения: Москва
Тема: «Выборы 2011—2012 и будущее России. Сценарии развития на 5-8 лет».

2012
Девятое ежегодное заседание. Участники обсудили четыре возможных сценария развития экономики России до 2030 года.
Место проведения: Санкт-Петербург, Москва
Тема: «Будущее создаётся сегодня: сценарии экономического развития России».

2013
В ходе десятого заседания Клуба российские и зарубежные учёные попытались найти ответы на вопросы, стоящие перед российским обществом в преддверии нового этапа развития страны.
Место проведения: Озеро Валдай
Тема: «Многообразие России для современного мира».

2014
В центре дискуссии одиннадцатого ежегодного заседания были вопросы, посвящённые кризису существующего мирового порядка; взаимозависимости государств; балансу увядающих и восходящих держав; архитектуре нового мироустройства и глобального управления.
Место проведения: Сочи
Тема: «Мировой порядок: новые правила или игра без правил?».

2015
Тематика двенадцатого ежегодного заседания существенно расширилась по сравнению с предыдущими годами: эксперты говорили о политике, экономике, культуре, медиакоммуникациях, науке, гибридных войнах, о том, насколько вероятна «большая» война, обсудили роль дипломатии, коммуникаций и экономической взаимозависимости.
Место проведения: Сочи
Тема заседания: «Война и мир: человек, государство и угроза большого конфликта в XXI веке».

2016
В рамках тринадцатого ежегодного заседания было проведено несколько тематических дискуссий о будущем мировом устройстве; демократии; миграционном кризисе; глобализации и протекционизме; роли технологий в современном обществе.
Место проведения: Сочи
Тема: «Будущее начинается сегодня: контуры завтрашнего мира».

2017
В ходе четырнадцатого заседания эксперты обсудили трансформацию социально-политической картины мира, конфликты богатых и бедных, человека и природы, универсализма и самобытности, прогресса и гуманизма, наметили контуры будущего.
Место проведения: Сочи
Тема: «Созидательное разрушение: возникнет ли из конфликтов новый мировой порядок?».
2018
Пятнадцатое заседание Клуба было посвящено России, её политическим и социально-экономическим перспективам, общественному и культурному развитию, месту в формирующемся мире.
Место проведения: Сочи
Тема: «Россия: программа на XXI век».
2019
Шестнадцатое заседание стало кульминацией годовой программы работы Клуба, которая включала в себя целую серию выездных сессий и мероприятий, посвящённых восточному направлению. Были подняты вопросы о влиянии Востока на мировой порядок, роли Азии.
Место проведения: Сочи
Тема: «Заря Востока и мировое политическое устройство».
2020
В фокусе семнадцатого заседания оказался кризис, вызванный COVID-19. Эксперты обсудили возможные пути решения новых проблем для нового мира.
Место проведения: Москва
Тема: «Уроки пандемии и новая повестка: как превратить мировой кризис в возможность для мира».
2021
В рамках восемнадцатого заседания Клуба состоялось 15 сессий. Участники обсудили психологическое состояние мирового сообщества в эпоху COVID-19; целесообразность несвободы и границы контроля государства; усилия по борьбе с изменением климата; борьбу за технологическое первенство; российский опыт преодоления кризисов.
Место проведения: Сочи
Тема: «Глобальная встряска — XXI: человек, ценности, государство».
2022
Тема обсуждений форума: «Мир после гегемонии: справедливость и безопасность для всех». В форуме приняли участие гости из 41 страны мира, в частности из Афганистана, Бразилии, Германии, Египта, Китая, Индии, Индонезии, Ирана, Казахстана, США, Турции, Франции, Узбекистана, ЮАР и других стран (в большей степени представлены Азиатско-Тихоокеанский регион, Центральная Азия, Латинская Америка и Африка).
Место проведения: Рогозинино (Москва)
2023
Тема: «Россия и Центральная Азия: сопряжение с меняющимся миром» — приняли участие около 60 экспертов из 10 стран. Это Россия, Индия, Иран, Казахстан, Кыргызстан, Китай, Монголия, Таджикистан, Узбекистан и Республика Беларусь.
Место проведения: Томск
2024
Тема: «Прочный мир — на какой основе? Всеобщая безопасность и равные возможности для развития в XXI веке». В форуме приняли участие 140 экспертов из 50 стран мира. Среди них Китай, Индия, Пакистан, Малайзия, Буркина-Фасо, ЮАР, Беларусь, Великобритания и другие страны (в большей степени представлены Юго-Восточная Азия, Центральная Азия, Африка, Латинская Америка и Европейский регион).
Место проведения: Сочи